# Morrisonville (Illinois)
Morrisonville – wieś w Stanach Zjednoczonych, w stanie Illinois, w hrabstwie Christian.